# الفاختة (نجم)
الفَاخِتَة أو حَضَارِ (اسم مبني على الكسر) أو ألفا الحمامة (بالإنجليزية: Alpha Columbae، اسمها التقليدي Phact مشتق من الاسم العربي) هي ألمع نجم في كوكبة الحمامة.
الفاختة نجم مزدوج، نجمه الرئيسي ينتمي إلى الفئة الطيفية B، ويعتقد أنه نجم متغير حيث يتباين قدره الظاهري بين 2.62m و 2.66m، ويوجد أيضا قرص غازي حوله. أما رفيقه فهو خافت ويملك القدر الظاهري 12.3m.